# Grünerløkka

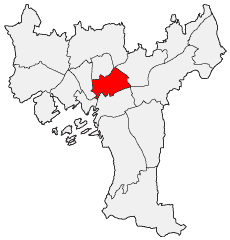
Lage von Grünerløkka in Oslo

Grünerløkka ['grɒːnəˌɭœka] ist ein zentraler Stadtbezirk der norwegischen Hauptstadt Oslo. Er hat 64.270 Einwohner (2023) und eine Fläche von 4,8 km². Der Bezirk besteht aus Grünerløkka, Sofienberg, Rodeløkka, Dælenenga, Carl Berner, Teilen von Tøyen, Hasle, Keyserløkka, Sinsen, Rosenhoff und Løren.
Eine Sehenswürdigkeit ist die Ankerbrua, eine Brücke über den Akerselva ebenso die Aamodt-Brücke, eine Hängebrücke für Fußgänger. Grünerløkka wird teilweise als Szeneviertel bezeichnet. Des Weiteren befindet sich hier an der Storgata 36 die denkmalgeschützte Gebäudeanlage Prinds Christian Augusts Minde mit dem ältesten Gebäudeteil, den Mangelsgården, der seit 1927 unter Schutz steht. Der Alexander Kiellands plass trägt seit 1914 diesen Namen.

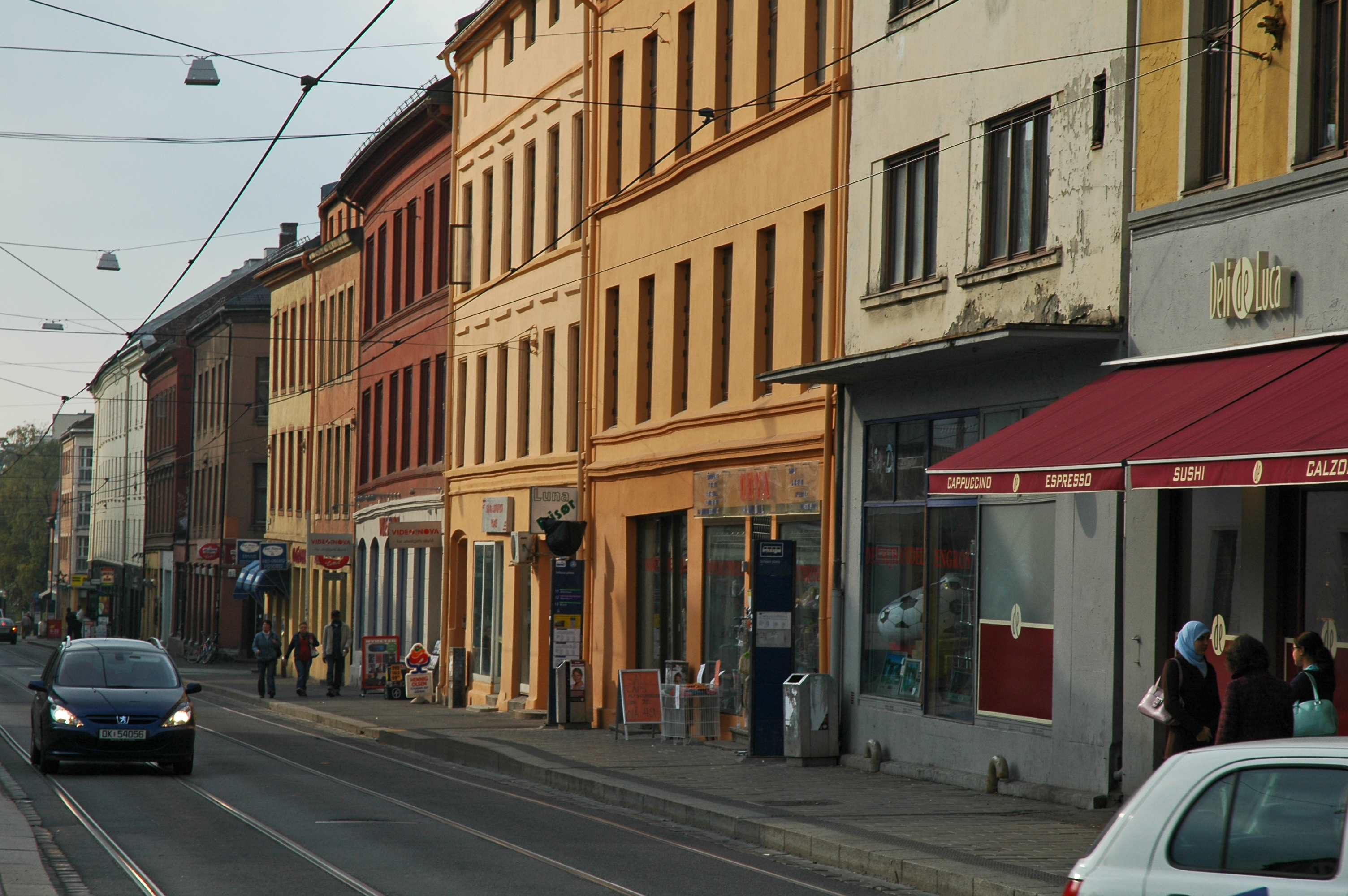
Ansicht auf die Thorvald Meyers Gate in Grünerløkka
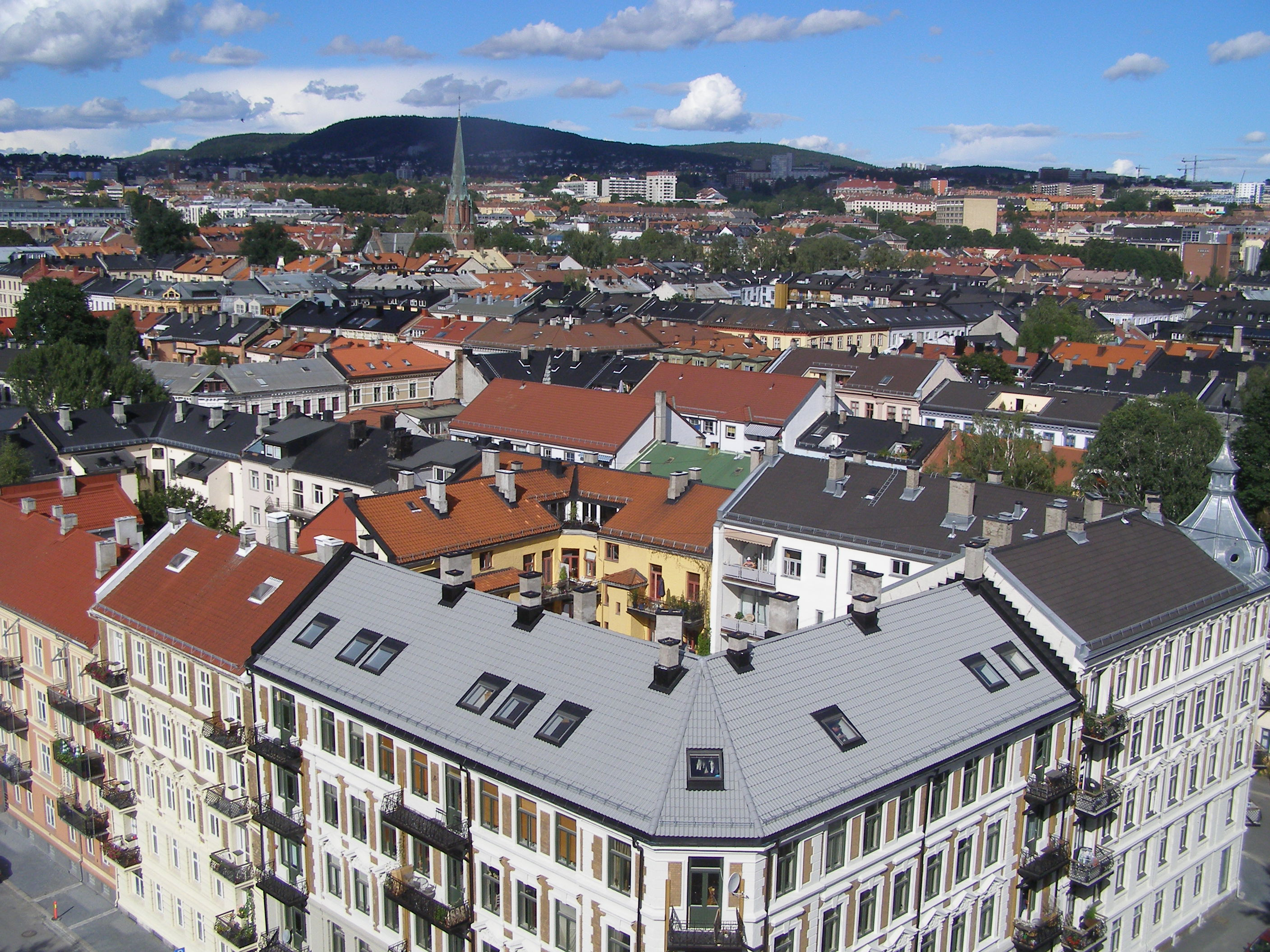
Blick vom „Silo“ (Marselis Gate 24) auf den Nordosten von Grünerløkka
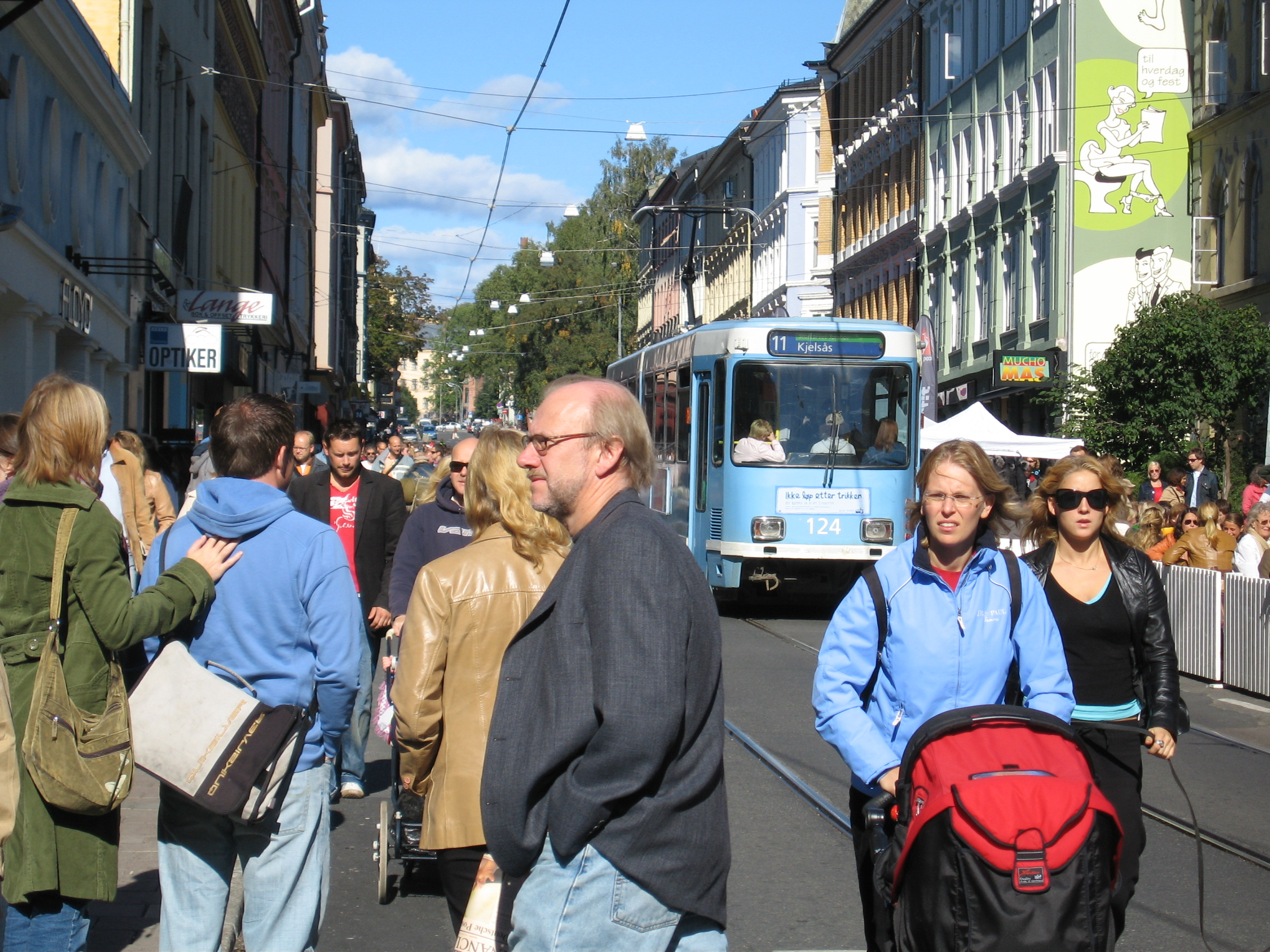
Die Osloer Straßenbahn in Grünerløkka während des Markttags an der Thorvald Meyers gate
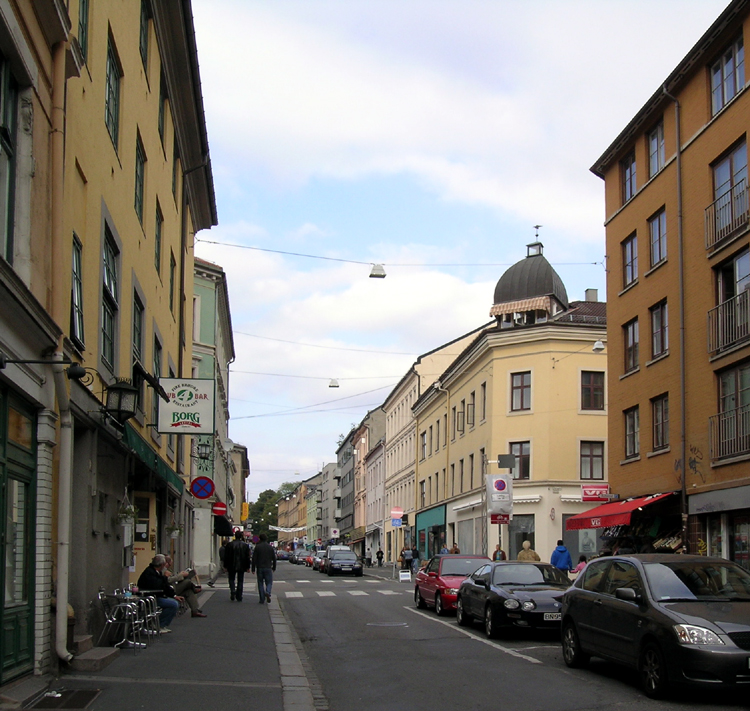
Markveien